# Stapeliopsis neronis
Stapeliopsis neronis är en oleanderväxtart som beskrevs av Neville Stuart Pillans. Stapeliopsis neronis ingår i släktet Stapeliopsis och familjen oleanderväxter. Inga underarter finns listade i Catalogue of Life.